# Johan Eklund (handbollsspelare)
Johan Torsten Eklund född 18 februari 1964 i Stockholms-Näs, Upplands-Bro, är en svensk handbollstränare och före detta handbollsspelare. Som spelare var han mittsexa i anfall.

## Klubbkarriär
Eklund fostrades i Stockholm i HK Cliff och var med och tog junior-SM-guld med klubben 1983. Stjärnorna i det laget var Staffan Olsson och Johan Eklund. Året efter, 1984 då han var 20 år gammal, började Eklund spela för Redbergslids IK (RIK). Redan på våren 1985 tog han sitt första SM-guld. Året efter blev det ännu ett guld i prissamlingen. Samma sak 1987 och 1989 men sen blev det inga fler SM-guld. 1992 tog han sitt första tränaruppdrag i RIK och fortsatte till 1998 då han hade ett uppehåll till 2002 innan tränaruppdraget fortsatte till 2015.

## Landslagskarriär
Johan Eklund spelade 23 matcher och gjorde 82 mål i de svenska ungdomslandslagen. Med laget vann han 20 av 23 matcher vilket visar att lagen tillhörde världstoppen, U21-laget nådde VM-final, som förlorades till Sovjet med 27-32.
Han debuterade i A-landslaget den 18 oktober 1985 mot Norge i en match Sverige vann med 24-19. Hans sista egentliga och enligt den nya statistiken 86:e landskamp var VM-finalen 1990. Sista matchen var en match mot ett kombinationslag den 8 januari 1991 och det bör nog inte räknas som en riktig landskamp. Av de 87 matcherna vann Sverige 54, 8 slutade oavgjort och 25 förlorades. Eklund stod för 112 mål i landslaget. Han spelade enligt gamla statistiken 85 landskamper för Sverige. Han var  med i OS 1988 då Sveriges lag med Roger "Ragge" Carlsson som förbundskapten spelade till sig en femteplats. Hans främsta  merit är ett VM-guld med Sverige i Prag 1990. Eklund fick näsbenet knäckt i turneringen och ersattes av Axel Sjöblad men fick ändå spela i finalen.

## Privatliv
Johan Eklund har efter karriären arbetat som brandman i Göteborg.

## Meriter som tränare
- Flera SM-guld som tränare